# Білолісся
Білолі́сся (до 1947 — Акмангит) — село Татарбунарської міської громади Білгород-Дністровського району Одеської області України.  Населення становить 2335 осіб.

## Археологія
На правому березі річки Сарата, поблизу сіл Білолісся та Михайлівка було виявлено стоянку ранньої середньокам'яної доби. За стоянкою Білолісся виділена білоліська культурна група пам'яток. Вона належить до азило-романелльської культури й була схожа на стоянки шан-кобинської культури гірського Криму.

### Інвентар стоянки
У культурному шарі Білолісся виявлено скупчення крем'яних виробів, а також сліди вогнища діаметром до 1,2 м. Серед знарядь праці переважають скребки (44) й геометріческіе мікроліти (12). Різців обмаль.
Різцово-скребковий показник тут найнижчий серед ранньо-середньокам'яних комплексів України (0,2). Половина скребків кінцевоrо типу на пластинах. Мікролітичні вироби представлені відносно великими сегментами. Є сегментоподібні вістря.
Виявлена в культурному шарі Білолісся фауна належить диким тваринам — кінь, осел, тур.

## Історія
Після закінчення Російсько-турецької війни 1806—1812 років російська влада оголосила амністію задунайським козакам, які перейдуть на бік Росії.
У 1820 році у колишньому татарському поселенні Акмангит, незважаючи на опір земської поліції, у кількості 38 родин оселилася група усть-дунайських та задунайських козаків. Серед них чорноморці − Євстрат та Семен Тарановські, Іван Дидуляка, Іван Вареник, Герасим Покотило, хорунжий Марко Твердохліб; усть-дунайці − хорунжий Йосип Губа, осавул Роман Согутчевський, Василь Плохий, Кирило Буздиженко, Петро Коваль; задунайці Максим Тищенко, Іван Бондаренко. Новопоселенці Акмангиту відмовлялися сплачувати податки і виконувати повинності, домагаючись відновлення у Буджаку козацького війська. За їх проектом територія війська мала охопити увесь Буджак. Кіш та Січ розташовувалися у Акмангиті. Козаки вимагали виключних прав на використання землі, рибальство та самоврядування. За це військо мало нести прикордонну службу. На 1826 рік в Акмангиті мешкало вже 362 чоловіків та 249 жінок, з яких 48 осіб − задунайці, 30 − селяни, інші − усть-дунайські та чорноморські козаки.
У 1827 році, у зв'язку зі збільшенням населення, частина мешканців села перейшла на нове місце і заснувала село Старокозаче.
За даними 1859 року у козацькій станиці Акмангит Аккерманського повіту Бессарабської області мешкало 2553 особи (1367 чоловічої статі та 1176 — жіночої), налічувалось 333 дворових господарства, існувала православна церква.
Станом на 1886 рік у селі, центрі Акмангитської волості, мешкала 2241 особа, налічувалось 432 дворових господарства, існували 2 православні церкви, школа та 2 лавки, відбувалось базари по п'ятницях.
За переписом 1897 року кількість мешканців зросла до 3146 осіб (1652 чоловічої статі та 1494 — жіночої), з яких 3140 — православної віри.
На території села функціонував колгосп ім. Кутузова (8,6 тис. га сільгоспугідь, 7,7 тис. га пахотної землі, 1 тис. га багаторічних насаджень). 
"У Білоліссі (Ак-Мангіт), де нащадки українських козаків мешкают досі, є  козацьке кладовище, де є типові лапчаті хрести і стели".
У 2024 в Білоліському ліцеї відкрили меморіальну дошку мешканцям села, військовослужбовцям ЗСУ Дмитру Михайловському та Юрію Кіосаку.   

## Населення
Згідно з переписом УРСР 1989 року чисельність наявного населення села становила 2515 осіб, з яких 1191 чоловік та 1324 жінки.
За переписом населення України 2001 року в селі мешкали 2334 особи.

### Мова
Розподіл населення за рідною мовою за даними перепису 2001 року:
| Мова       | Відсоток |
| ---------- | -------- |
| українська | 96,32 %  |
| румунська  | 2,14 %   |
| російська  | 0,81 %   |
| болгарська | 0,47 %   |
| вірменська | 0,17 %   |
| німецька   | 0,04 %   |

## Місцеві свята
День села у Білоліссі відзначають 14 жовтня, в один день з православним святом Покрови Пресвятої Богородиці. Місцева назва цього свята — «Храм». Хоча Свято-Покровський храм був освячений 6 листопада 1878, день села святкують саме 14 жовтня у зв'язку з тим, що Білолісся є козацьким селом, а Покрова Пресвятої Богородиці була одним з найголовніших свят запорозьких козаків, котрі будували багато однойменних храмів та шанували особливо ікони Покрови.

## Відомі люди
- Семчинський Станіслав Володимирович (1931—1999) — український мовознавець.